# Adultez emergente y adultez temprana
La adultez emergente se refiere a una etapa de la vida entre la adolescencia tardía y la adultez temprana, según lo propuesto por Jeffrey Arnett en un artículo de 2000 del American Psychologist. Describe principalmente a personas que viven en países en desarrollo , sin embargo también lo experimentan jóvenes de familias pudientes de zonas urbanas en la división Sur global. El término describe a los adultos jóvenes que aun no tienen hijos, no viven en casa propia y / o no tienen ingresos suficientes para hacerse completamente independientes. Arnett sugiere que la adultez emergente es el período distinto entre los 18 y los 25 años en que los adultos jóvenes llegan a ser más independientes y exploran las varias posibilidades de vida. Arnett sostiene que este período de desarrollo puede distinguirse de la adolescencia y la adultez temprana, aunque la distinción entre la adolescencia y la adultez temprana se ha permanecido poco clara durante las décadas recientes. La etapa de adultez emergente como un nuevo grupo demográfico se está cambiando continuamente, aunque algunos crean que los veinteañeros siempre han luchado con su "exploración de identidad, inestabilidad, autoenfoque y la sensación de estar atascados entre grupos bien definidos sin tener lugar propio. Arnett se refirió a la adultez emergente como un "rol sin rol" porque los adultos emergentes participan en una amplia variedad de actividades, pero no están limitados por ningún tipo de "requisitos de rol". La teoría del desarrollo es muy controvertida dentro del campo del desarrollo, y los psicólogos del desarrollo discuten sobre la legitimidad de las teorías y métodos de Arnett.
Terminología
Acuñado por el profesor de psicología Jeffrey Arnett, el término adultez emergente se ha sido conocido por diversas formas tal como "la juventud en edad de transición", "edad adulta retrasada", "adolescencia extendida", "juventud", "adolescencia adulta (extendida)" y "los años entremedios". De los diversos términos, "adultez emergente" se ha vuelto popular entre sociólogos, psicólogos y agencias gubernamentales como una forma de describir este período de la vida entre la adolescencia y la adultez temprana .
En comparación con otros términos que se han utilizado, que dan la impresión de que esta etapa es solo un "último hurra" de la adolescencia, la "adultez emergente" reconoce la singularidad e importancia de este período de la vida . Actualmente, es apropiado definir la adolescencia como el período que abarca las edades de 12 a 18 años. En los Estados Unidos, los jóvenes de este grupo de edad normalmente viven en casa con sus padres, experimentan cambios puberales, asisten a escuelas intermedias y secundarias, y son involucrados en una "cultura de presión de amistad basada en la escuela". Todas estas características dejan de ser normativas después de los 18 años. Por lo tanto, se considera inapropiado llamar a los adultos jóvenes "adolescentes" o "adolescentes tardíos". Además, en los Estados Unidos, la edad de 18 años es la edad en la que las personas pueden votar legalmente y a los ciudadanos se les da los t derechos completos al cumplir los 21 años.
Según Arnett, el término "adultez temprana " sugiere que ya se ha alcanzado la edad adulta; sin embargo, la mayoría de las personas en la etapa de adultez emergente ya no se consideran adolescentes, pero tampoco pueden verse como si hubieran alcanzado la adultez En el pasado, hitos tal como terminar la escuela secundaria, encontrar trabajo y casarse marcaron el ingreso a la edad adulta en claro. Sin embargo, en las naciones post-industrializadas modernas, al grado que los puestos que requieren un título universitario se han vuelto más comunes y la edad promedio para casarse se ha subido, el período de tiempo entre dejar la adolescencia y alcanzar estos hitos se ha extendido, retrasando la edad en la que muchos jóvenes ingresan por completo a la adultez . Si los años 18-25 se clasifiquen como "Adultez temprana ", Arnett cree que entonces es difícil encontrar un término apropiado para los treinta. Los adultos emergentes todavía están en el proceso de obtener una educación, no están casados y no tienen hijos. A los treinta años, la mayoría de estos individuos suelen verse como adultos, basándose en la creencia de que tienen "cualidades de carácter individualista" más plenamente formadas, como la responsabilidad propia, la independencia financiera y la autonomía . Arnett sugiere que muchas de las características individualistas asociadas con la condición de ser adulto se correlacionan, pero no dependen de, las responsabilidades del rol asociadas con una carrera, matrimonio y / o paternidad.
Exploración de la identidad
Una de las características más importantes de la adultez emergente es que este período de edad permite la exploración del amor, el trabajo y la cosmovisión. Esta etapa también es conocida como los años volitivos. El proceso de formación de la identidad surge en la adolescencia, pero sobre todo tiene lugar en la adultez emergente. Esta etapa de la vida permite que los jóvenes desarrollen características que les ayudarán a ser autosuficientes, contraer relaciones maduras y comprometidas y obtener un nivel de educación y formación que les permitan trabajar durante la edad adulta. En cuanto al amor, aunque los adolescentes en Estados Unidos suelen empezar a tener citas entre los 12 y los 14 años, suelen considerar que estas citas son solo recreativas. No toman la formación de la identidad en el amor en serio hasta la adultez emergente. .. Los adultos emergentes e consideran el desarrollo de sus identidades como un punto de referencia para iniciar una relación duradera con una pareja., y por eso exploran romántica y sexualmente con su nueva autonomía, ya que hay menos control parental. En los Estados Unidos durante la adolescencia, las citas generalmente ocurren en grupos y en situaciones como fiestas y bailes y algunas experiencias sexuales compartidas. En la adultez emergente, las relaciones duran más y a menudo incluyen relaciones sexuales más permanentes y convivencia.
En cuanto al trabajo, la mayoría de los adolescentes que trabajan en los Estados Unidos tienden a ver sus trabajos como una forma de ganar dinero para actividades recreativas en lugar de prepararse para una futura carrera. En contraste, los jóvenes de 18 a 29 años en la edad adulta emergente ven sus trabajos como una forma de obtener el conocimiento y las habilidades que les ayudan en prepararse para sus futuras carreras como adultos. Debido a que los adultos emergentes tienen la posibilidad de tener numerosas experiencias laborales, son capaces de determinar en qué tipo de trabajo son buenos, así como también del tipo de trabajo que desean realizar por el resto de sus vidas. Este cambio de cosmovisión es una característica del desarrollo cognitivo durante la adultez emergente.
Las personas en edad adulta emergente que eligen asistir a la universidad a menudo comienzan la universidad con la cosmovisión con la que se criaron que aprendieron en la infancia y la adolescencia. Sin embargo, los adultos emergentes que han asistido a la universidad ha estado expuestos a diferentes cosmovisiones y las han considerado , y finalmente se han comprometido con una cosmovisión que es distinta de cosmovisión conque fueron criados al final de su carrera universitaria o universitaria.
En oposición a todas las tensiones que normalmente los acompañan en esta etapa de la vida, una cualidad definitoria que es constante entre la mayoría de los adultos emergentes es el optimismo sobre el futuro. A los estadounidenses de entre 18 y 25 años se les preguntó si pensaban que sus vidas serían mejores o peores que las de sus padres. El 92% de esta encuesta indicó que creían que sus vidas serían tal como las de sus padres o mejor . Aunque las razones para el optimismo difieren del nivel socioeconómico y los antecedentes étnicos, en general, los adultos emergentes creen que tendrán una familia más feliz o que tendrán un trabajo mejor pagado Aunque para los adultos emergentes la fuente de su optimismo no solo se trata de la idea de tener un mejor trabajo o más ingresos lo que es, sino también se base la creencia de que tendrán un mejor equilibrio entre el trabajo y el hogar que su los padres tienen. Este optimismo generalmente se remonta a los adultos jóvenes que no tienen tanta experiencia con el fracaso como sus contrapartes mayores.
Diferencia subjetiva
Cuando se les pregunta a los estadounidenses de entre 18 y 35 años si creen que han llegado a la edad adulta, la mayoría no responde con un "no" o un "sí", sino que responde con "En algunos aspectos sí, en algunos aspectos no". Es evidente por esta ambigüedad que la mayoría de los adultos emergentes en los Estados Unidos sienten que han completado la adolescencia, pero que aún no han entrado en la edad adulta.
Varios estudios han demostrado que con respecto a las personas en la adolescencia y principios de los veinte años en los Estados Unidos, las cualidades demográficas como completar su educación, encontrar una carrera, casarse y convertirse en padres no son los criterios utilizados para determinar si han alcanzado la edad adulta. . Más bien, los criterios que determinan si se ha alcanzado la edad adulta son ciertas características, como ser capaz de tomar decisiones independientes y asumir la responsabilidad de uno mismo. En Estados Unidos, estas cualidades generalmente se experimentan entre mediados y finales de los veintenos , lo que confirma que la edad adulta emergente es subjetivamente distinta.